# Mycetophila finlandica
Mycetophila finlandica är en tvåvingeart som beskrevs av Edwards 1913. Mycetophila finlandica ingår i släktet Mycetophila och familjen svampmyggor. Arten är reproducerande i Sverige. Inga underarter finns listade i Catalogue of Life.